# Jaume Fàbrega i Colom
Jaume Fàbrega i Colom   (Vilavenut, 1948) és un escriptor i gastrònom català, doctor en filosofia i lletres per la Universitat de Barcelona. És considerat un dels crítics gastronòmics més importants dels Països Catalans. Ha guanyat en diverses ocasions el Gourmand World Cookbook Awards. distingit premi internacional de literatura gastronòmica.
Ha publicat més de seixanta llibres, entre els quals destaquen quatre enciclopèdies de gran format considerades obres de referència, alguns dels quals -com els quatre volums de La cuina. Gastronomia tradicional sana, La cuina mediterrània o Dalícies- han estat traduïts a diverses llengües. Ha col·laborat amb la redacció a llibres de grans cuiners, com per exemple a El gran llibre de la cuina catalana de Josep Lladonosa, o El Bulli, el sabor del Mediterráneo de Ferran Adrià.

## Polèmiques
El 3 de març de 2018, Fàbrega va anunciar la seva dimissió com a professor de l'Escola Universitària de Turisme i Direcció Hotelera de la Universitat Autònoma de Barcelona (UAB). Prèviament, Fàbrega havia publicat una piulada contra el partit polític Ciutadans i els seus simpatitzants, als que va anomenar «càncer de Catalunya», la qual cosa va produir gran indignació a la xarxa. La pròpia UAB va sortir al pas rebutjant la piulada com a «aliena als valors universitaris». Finalment, Fàbrega va optar per presentar la seva renúncia com a professor a la UAB.
El 4 de desembre de 2021, Fàbrega publicà una piulada en la que donava suport a l'apedregament de la casa d'un xiquet de cinc anys de Canet de Mar la família del qual havia aconseguit que tinguera un 25% de l'horari lectiu en castellà.

## Obres destacades
- La cuina catalana (nou volums)
- La cuina mediterrània (dotze volums)
- La cuina del món (tres volums)
- Menjant amb amics i coneguts (Editorial Pòrtic)
- La cuina de Mallorca (El Gall Editor)
- La cuina de pagès (Farell)
- L'essència de la cuina catalana (Editorial Comanegra)
- La cuina del 1714 (Viena Edicions)
- La cuina modernista (Viena Edicions)
- La cuina antiga (Viena Edicions)
- Dalícies. A taula amb Salvador Dalí (Cossetània Edicions)
- 100 receptes a la catalana (Cossetània Edicions, 2024)[6]